# Décolleté
Pour les articles homonymes, voir Décolleté (homonymie).

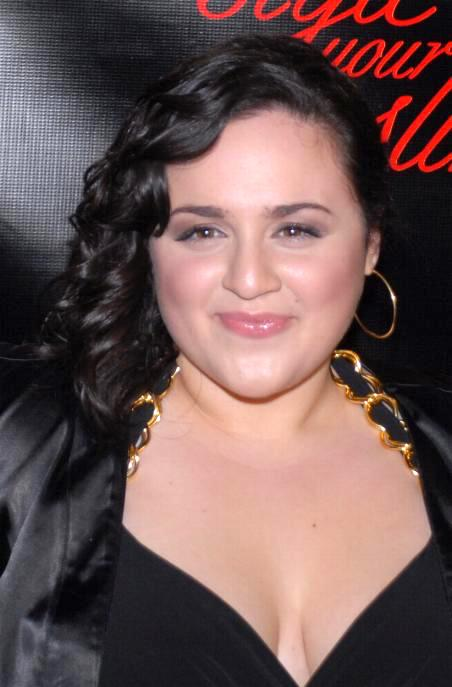
Décolleté en « v » de l'actrice Nikki Blonsky.

Le décolleté est une encolure très large de certains vêtements, qui laisse dénudée une partie de la gorge et des épaules à partir de celle-ci, ainsi que le haut de la poitrine, de manière plus ou moins prononcée. Le haut du dos peut aussi être révélé. Les décolletés sont courants sur les robes, notamment les tenues de soirée, et se présentent également sur d'autres types de vêtements (débardeur, chemisier, etc.). Le décolleté désigne également la partie du corps ainsi montrée ; il est ainsi courant de parler d'un « beau décolleté. »
Les décolletés mettent en valeur la poitrine, en la révélant plus ou moins, ainsi que les épaules et la nuque. Les formes les plus courantes sont le décolleté bateau, en forme de V, carré, en collier ou en tube.
Les décolletés sont fréquents sur les tenues de soirée et de vacances mais sont plus rares dans le quotidien de certaines professions. Ils sont considérés comme choquants et provocants dans certaines régions du monde.
Les robes décolletées ont fait leur apparition à la suite des changements culturels de la Renaissance. Ils ont reflué sous le poids de la censure puritaine à différentes époques. Revenus en grâce au XVIIe siècle, ils ont à nouveau brièvement reculé dans les années 1900, lorsque les règles sociales imposaient de couvrir presque tout le corps, avant de s'imposer à nouveau avec la libération des mœurs au XXe siècle.

## L'usage du décolleté dans la mode vestimentaire varie d'une région à l'autre

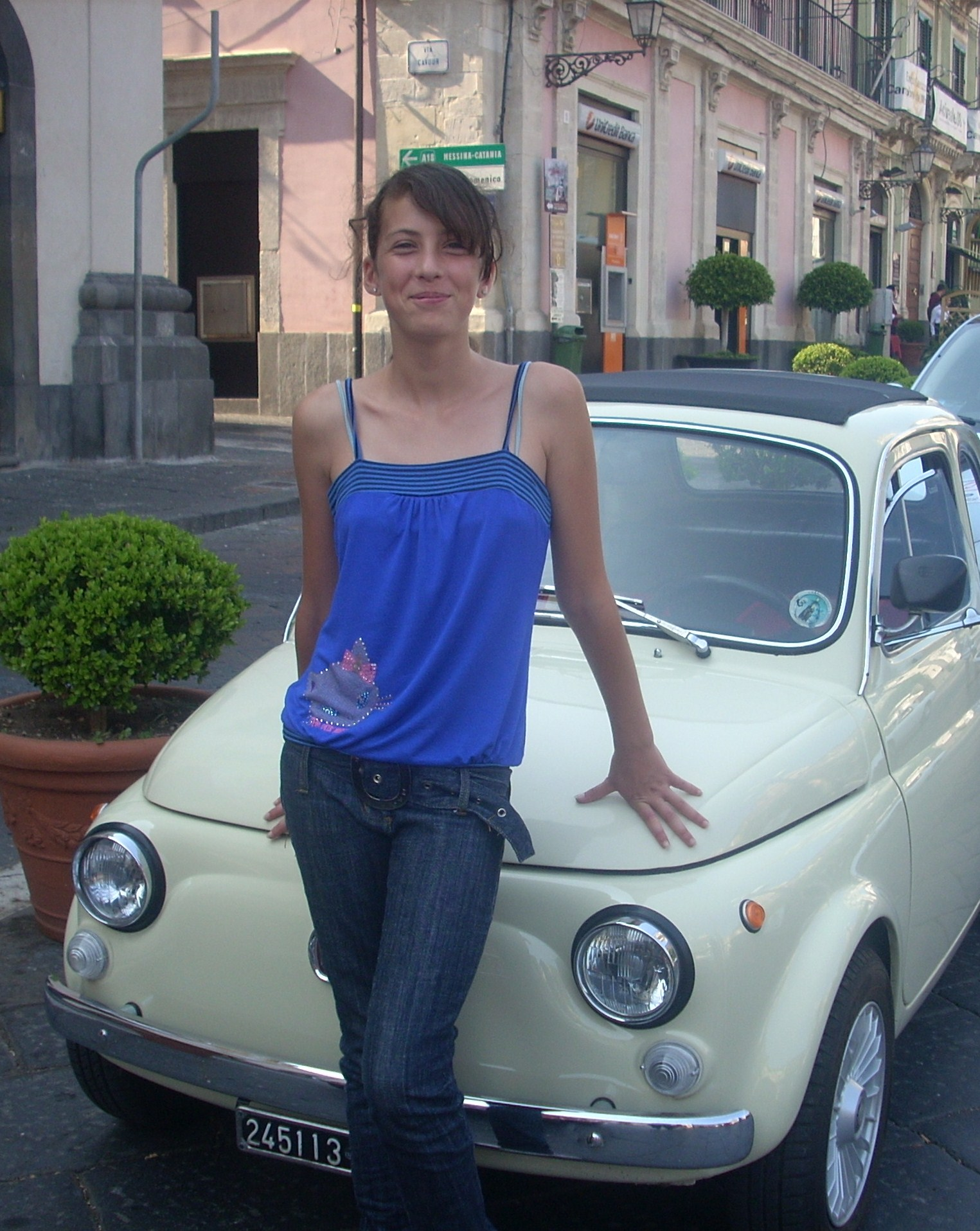
Débardeur décolleté.

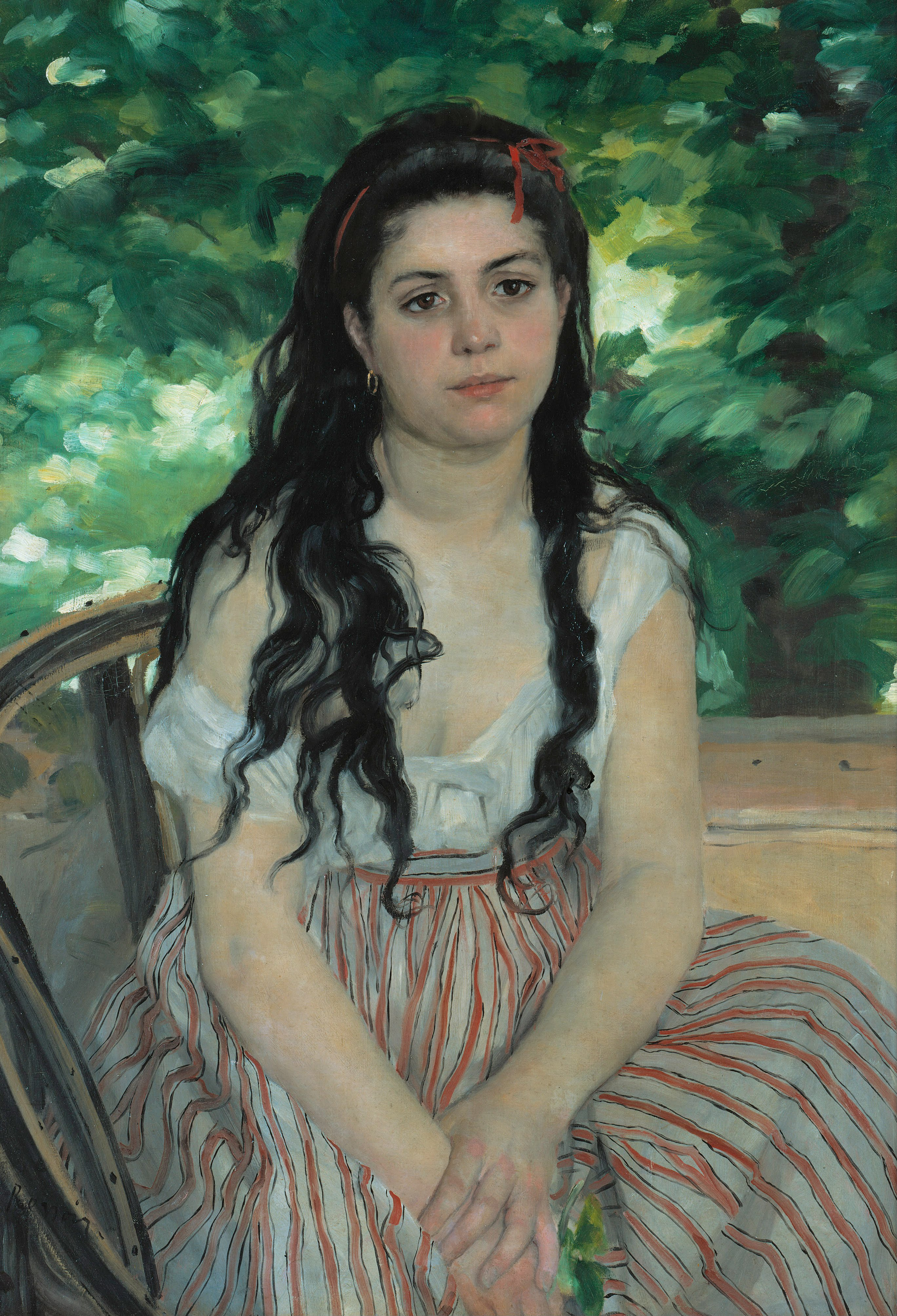
Habit décolleté tzigane.

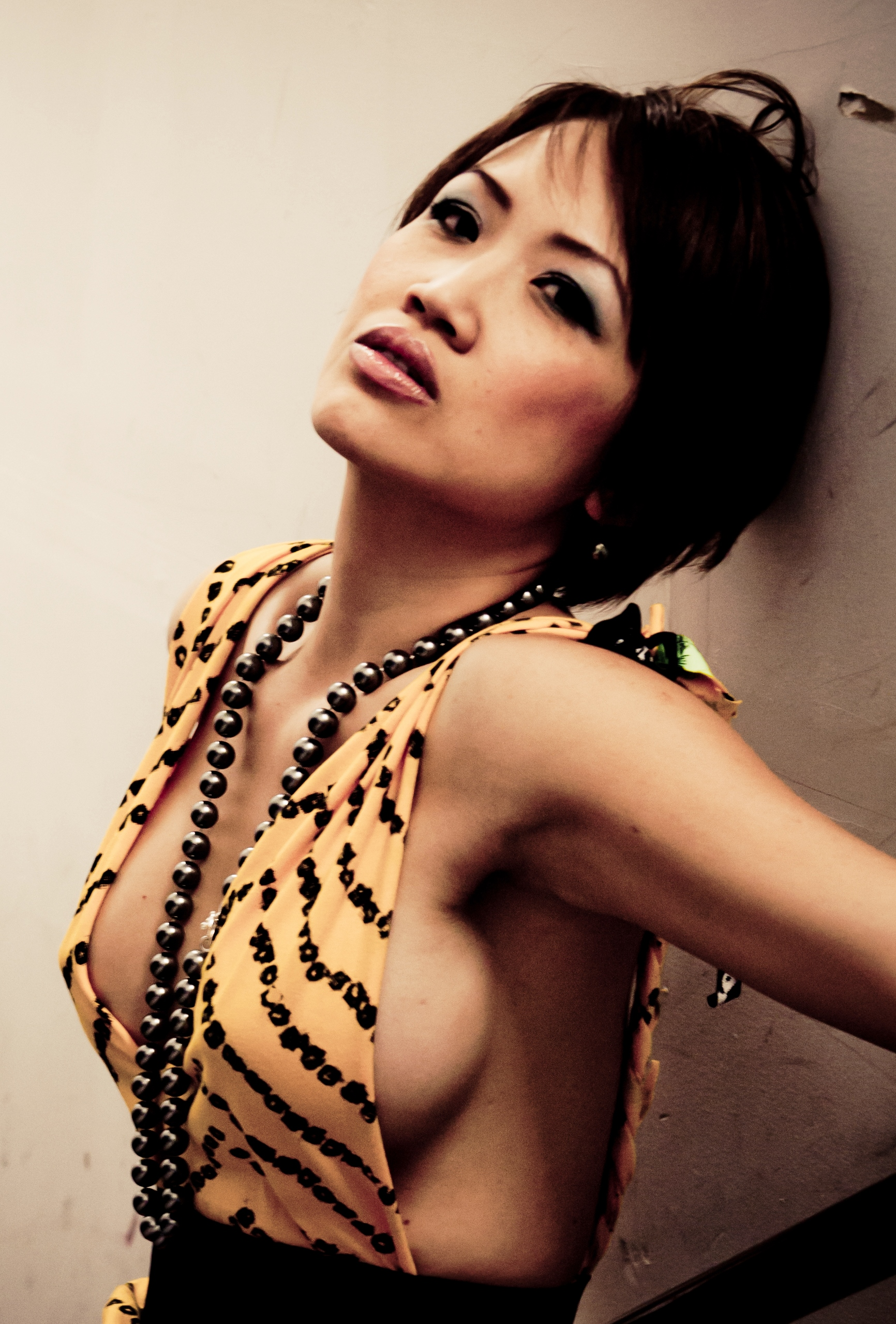
Les côtés des seins apparents du mannequin Amanda Bach. Décolleté connu sous le terme de side cleavage (décolleté latéral)

Le décolleté est une encolure courante des robes de soirées, des robes de mariée, des débardeurs, des habits de sport et de plage. Dans les codes de la mode occidentale il est symbole de féminité à la manière des jupes ou des souliers hauts talons. 
Les formes populaires de décolletés sont :
- « décolleté bateau » : l'encolure descend juste en dessous de la clavicule, la robe peut avoir des manches.
- « collier » : les deux bretelles sont attachées ensemble à l'arrière du cou.
- « décolleté carré » : une découpe en carré, verticales au niveau des bretelles, et horizontales au niveau de la poitrine.
- « décolleté en V » : les bretelles sont découpées en deux lignes obliques, qui se croisent entre les seins.
- « sans manches » : l'encolure est horizontale, et maintenue aux épaules par deux fines bretelles.
- « tube »: une encolure horizontale, sans bretelles, laissant les bras et les épaules complètement nus.

Le décolleté met en valeur la poitrine et est un moyen de séduction. Le magazine femme actuelle, dans son article de 1994 « la séduction d'un joli décolleté » affirme que « rondeur et fermeté font le charme des décolletés ». Les vertus séduisantes du décolleté sont exploitées dans le marketing et la publicité, combinés avec une bonne argumentation. Il est reconnu qu'une vendeuse peut obtenir une décision d'achat uniquement en raison de son joli décolleté.
Les décolletés sont typiques des robes de soirée. Quelle que soit la variété de ces robes, elles comportent toujours un large décolleté et un corset. Cette robe longue et luxueuse, aux épaules dénudées, attire l'attention sur la femme qui la porte. Les décolletés sont parfois accompagnés d'un soutien-gorge pigeonnant. Ce type de sous-vêtement rembourré, lancé dans les années 1990, ramasse les seins, les met en valeur et promet « une poitrine de rêve et un beau décolleté ».
Le 1er décolleté d'épaule a été présenté sur les dessins de l'invention "Le Vêtement de Maintien Porte Poitrine"
Les débardeurs à décolleté sans manches, accompagnés d'une minijupe, sont un habit courant des jeunes européennes en vacances. Ce type d'habillement, apprécié pour aller danser en discothèque, est déconseillé, voire interdit sur la place de travail, où la tenue ordinaire des femmes sont les jupes, les robes, les pantalons ou les tailleurs. Il arrive que des entreprises interdisent formellement à leurs employés de porter des habits trop décolletés, sans manches, tels que des débardeurs, des t-shirt à dos nu, ainsi que les jupes très courtes.
Les décolletés sont également courants chez les Tsiganes. la femme tsigane, gardienne de l'honneur de la famille, est supposée couvrir ses jambes jusqu'au milieu des mollets. La femme mariée couvre typiquement sa tête avec un foulard. Il n'y a pas de honte pour la femme rom de porter des habits décolletés, et il est plutôt rare de voir une femme rom qui ne porte pas un débardeur largement décolleté.
En Occident, le décolleté tout comme la minijupe sont des signes de féminité, au point que certaines femmes préféreraient que la société porte moins d'attention à leur poitrine. Les décolletés sont cependant déconseillés aux chefs d'entreprise parce qu'ils risquent de distraire les auditeurs et sont interdits dans les édifices religieux, notamment en Italie. Les décolletés sont plus ou moins bien tolérés dans le monde : ils sont considérés comme provocants et peu tolérés en Tunisie ; sont déconseillés aux Maldives. Au Burkina Faso, les cuisses sont considérées comme plus intimes que le décolleté et les shorts sont réservés aux enfants. Les décolletés très profonds sont déconseillés en Thaïlande. Au Paraguay, le mannequin local Larissa Riquelme est devenue célèbre en raison de ses décolletés.

## Histoire

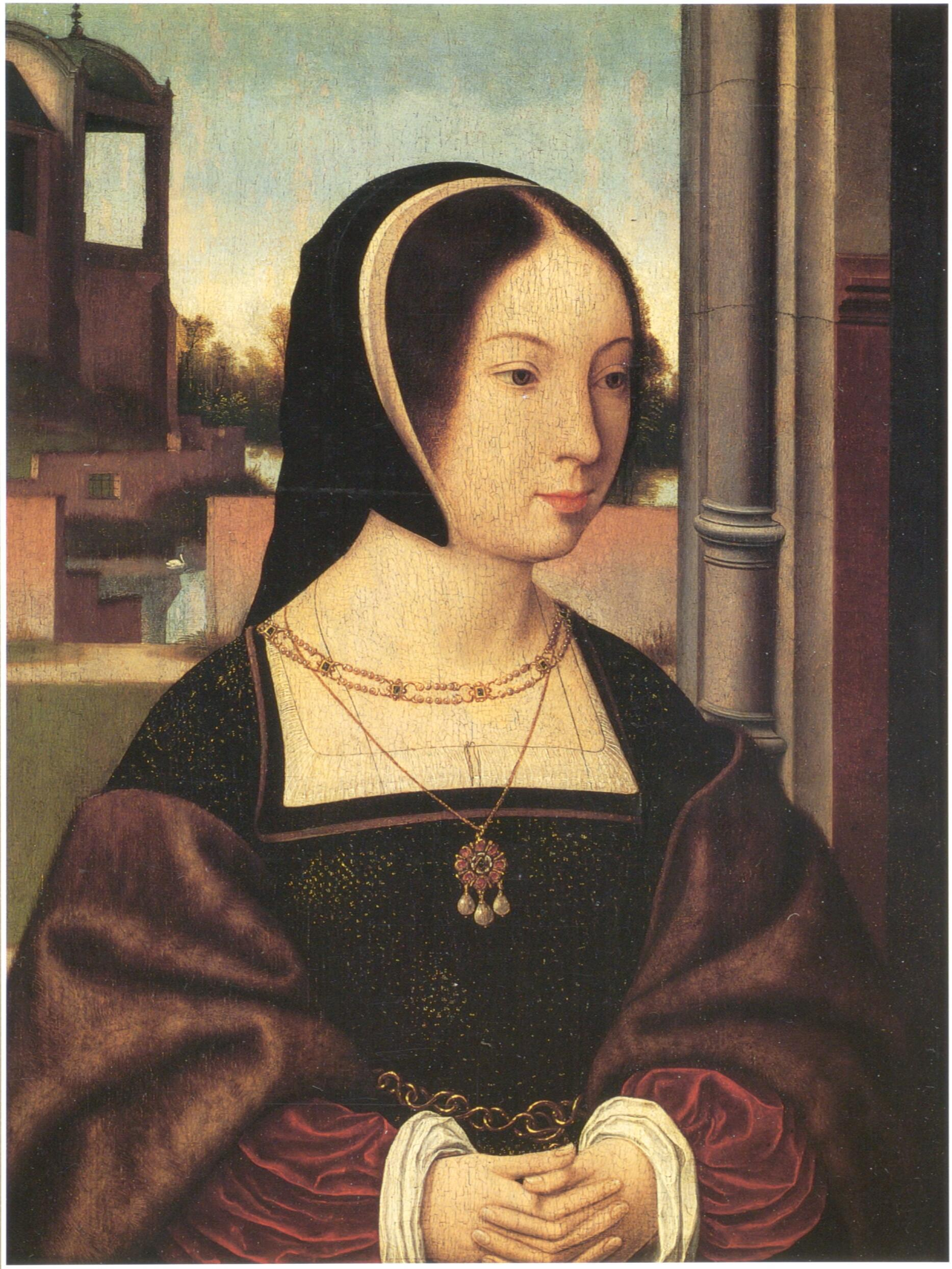
1500 - Anne de Bretagne

Les décolletés sont apparus au XVe siècle, avec les changements culturels de la Renaissance : l'habillement ne mettait plus en valeur l'abdomen, mais le haut du corps. La personnalité de l'habit tient alors à la décoration de la tête, de l'encolure et des manches. La mode de la Renaissance met en valeur une silhouette féminine sinueuse, le décolleté souligne la poitrine, le corset affine la taille et bombe le ventre, donnant une « femme avec grêle corps, gros cul et poitrine ». Les seins sont soutenus par une ceinture à la taille, et parfois gonflés artificiellement par des sacs placés sous la chemise.
Anne de Bretagne, à la mode de la Renaissance, porte une robe avec décolleté carré, et un collier orné d'une relique, cachée entre les seins. Les hommes portent souvent une chamarre : un manteau court, largement décolleté, porté au-dessus d'une chemise. L'encolure large et horizontale met en valeur la carrure des épaules.
La pudeur est une notion apparue au XVIe siècle, qui a influencé la mode féminine jusqu'au XXe siècle. Auparavant, dans l'Antiquité les seins des femmes étaient souvent dénudés. Au Moyen Âge, il était de coutume d'offrir un bain en rivière aux invités, pratique qui a ensuite été interdite. En 1450, Agnès Sorel tentait de lancer une mode : grande robe décolletée jusqu'à la taille, corset ouvert, et un sein dénudé ; mode critiquée principalement par les femmes qui ne pouvaient pas en faire autant.
Agnès Sorel est morte en 1450, à l'âge de 28 ans. Elle tenta d'instaurer cette mode plus décolletée bien avant.

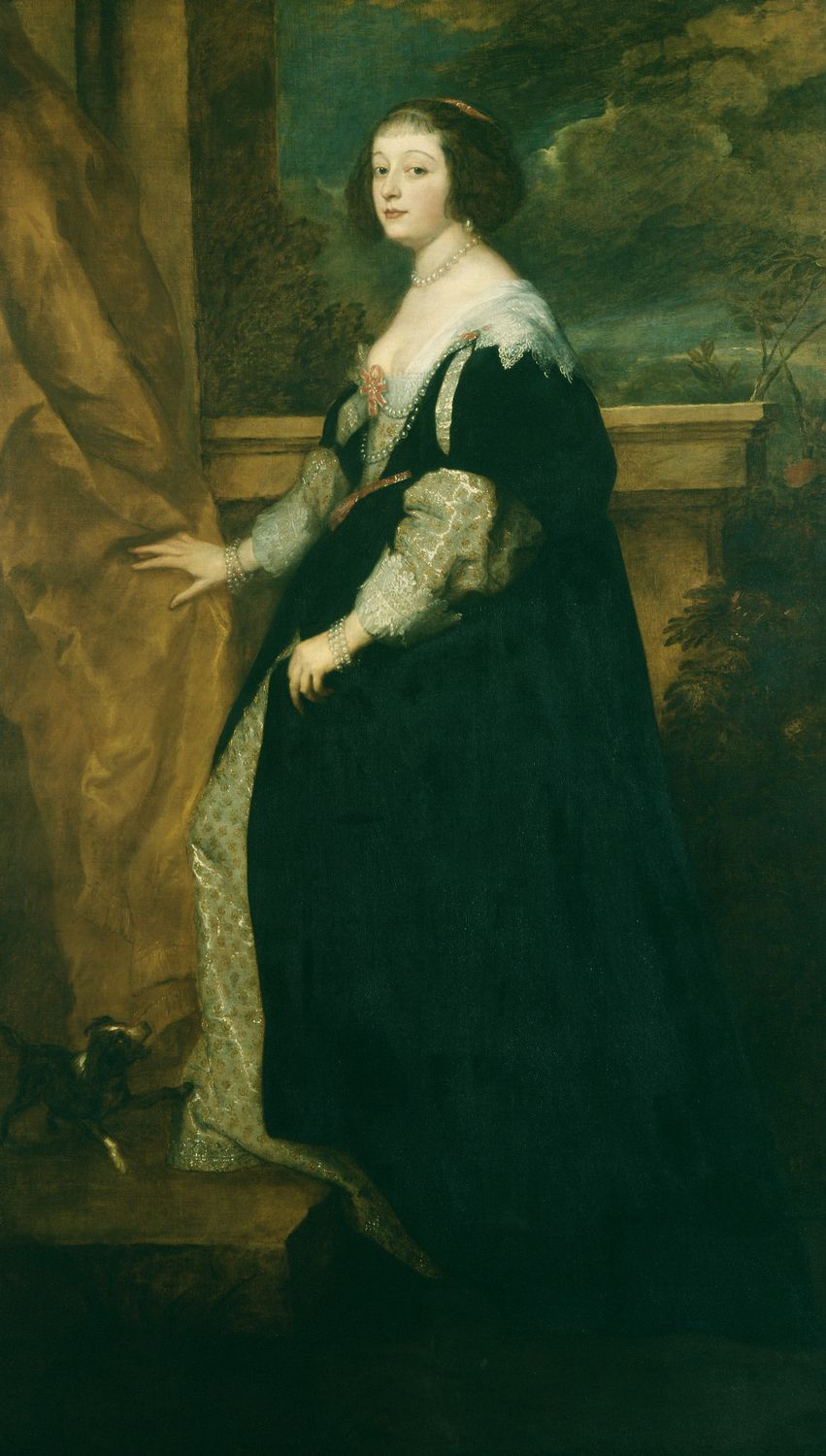
1635 - La princesse de Cusance en grand décolleté.

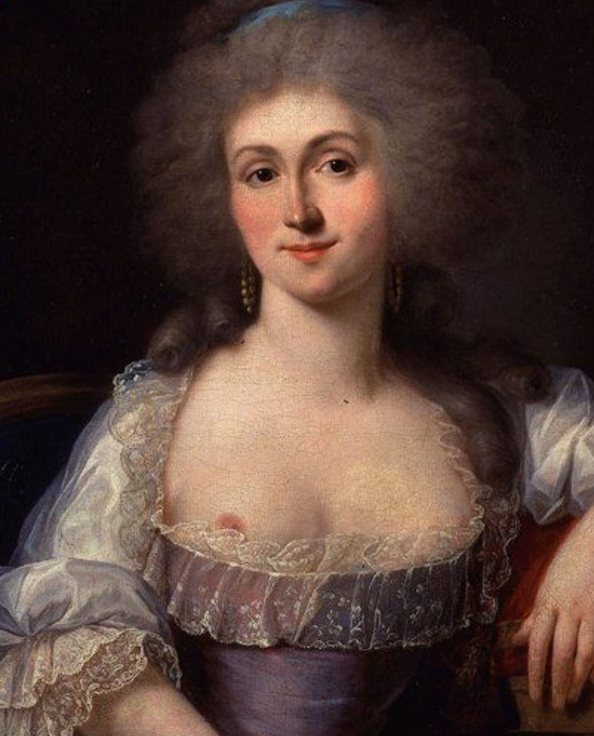
1770 - La princesse de Lamballe en grand décolleté.

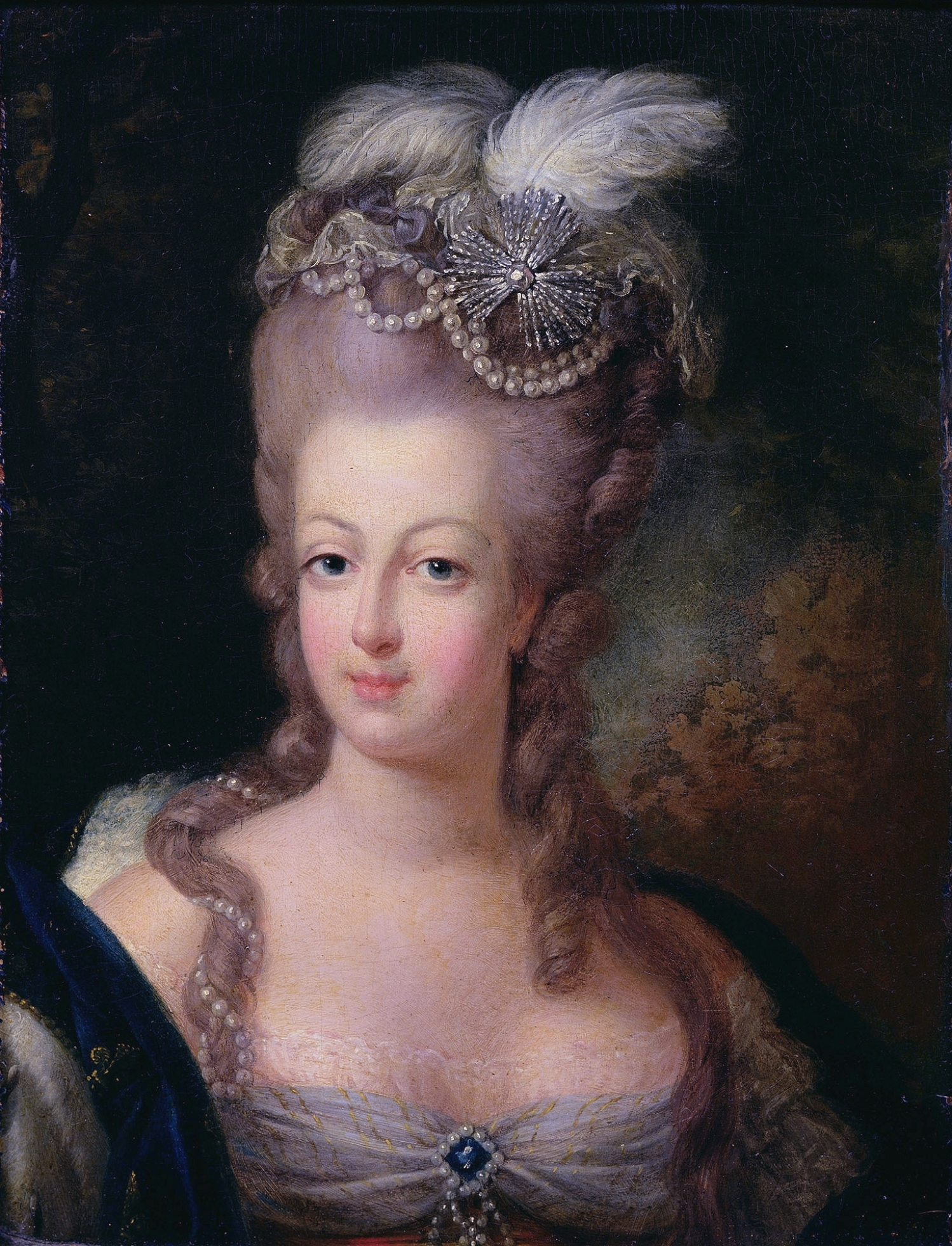
1775 - Marie-Antoinette d'Autriche

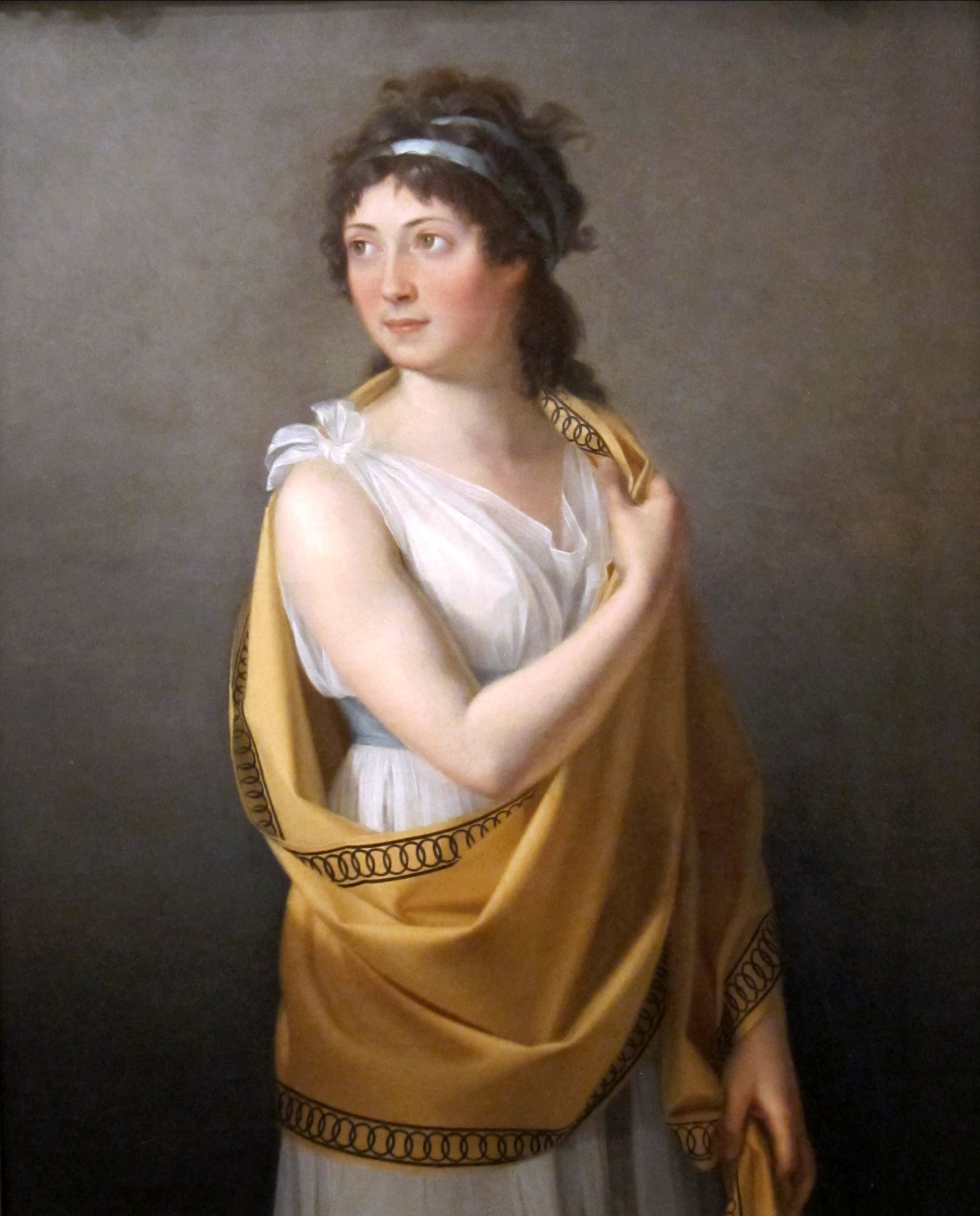
Portrait de dame en robe néoclassique, vers 1800

En 1560, la mode est à la fraise : une collerette en forme de roue autour du cou. Chez les dames celle-ci prend la forme d'un éventail à l'arrière du cou, accompagné d'un décolleté en V ou en cœur.
À la fin du XVIIe siècle, les décolletés sont largement ouverts, ovales ou carrés, accompagnés d'un col en dentelle et d'un bijou sur la poitrine. À la Cour, le grand décolleté découvre entièrement les mamelons et la moitié supérieure des aréoles. Le costume traditionnel de Marseille depuis 1700 est une robe profondément décolletée, à la limite des aréoles des seins, portées au-dessus d'une chemise décolletée ornée d'une toile fine, la listo. Lorsqu'elles vont à l'église, les femmes portent un fichu, un voile pour cacher le décolleté ; l'abbé Charles Boileau, dans son livre de l'abus de nudité de gorge ayant vivement critiqué les femmes qui se rendent la gorge nue dans les lieux saints.
Au XVIIIe siècle, la pudeur est vue par Diderot et Voltaire comme une convention sociale. La mode des bourgeoises est très sobre : robes serrées à la taille, décolleté voilé par un « foulard de modestie », et coiffure modeste, tandis que la mode de la noblesse, très licencieuse, est critiquée ouvertement. Madame de Pompadour porte un habit fait d'un corset très serré et un décolleté qui comporte deux bonnets où se logent les seins; le décolleté est si profond qu'il arrive parfois qu'au théâtre, lorsqu'elle est appuyée à sa loge, qu'un sein sorte de son emplacement. Selon les frères Goncourt « la femme n'est que volupté. La volupté l'habille....elle montre en haut de la robe comme une promesse de tout le corps de la femme... non seulement le soir, mais encore le jour dans la rue, à toute heure »,.
À la même époque, la mode des Merveilleuses est à la robe de la Grèce antique, largement décolletée et transparente. Madame Tallien, ambassadrice de cette mode, en se promenant dans cette tenue à Paris, fut copieusement huée par la foule, mais la robe athénienne resta la mode, toutefois dépourvue de transparence.
Au XIXe siècle, le décolleté fait partie de l'ordinaire des habits féminins de bal, de dîner et de théâtre. Le livre Le Bréviaire de la vie élégante, écrit en 1885, le décrit comme « le privilège des jolies femmes. Découvrant les rondeurs adorables d'un buste divin, il en fait valoir l'harmonie, il en souligne les perfections délicates. ». « unissant l'art à la coquetterie... la femme décolletée réunit toutes les séductions... ». La mode de cette époque est la crinoline. Ce sous-vêtement exagère la taille du bassin, il est porté avec une robe décolletée, sans manches, avec des longs gants, un corset très serré et des fleurs. Puis la mode laisse place à quelque chose de plus pudique, ou le corps est presque entièrement recouvert,.
La pudeur atteint son paroxysme en 1900. Elle concerne alors toutes les classes sociales. Les vêtements doivent tout dissimuler. les femmes portent alors des habits serrés, des jupes longues, à col et longs manches, même en été. Le costume de bain est un habit ample et bouffant qui recouvre presque tout le corps, du cou jusqu'aux chevilles. Seules les robes de soirées laissent parfois les épaules dénudées. À cette époque, la mode aux États-Unis a été influencée par la Gibson Girl. Cette héroïne de bande dessinées, populaire auprès des jeunes filles, est une femme longue et mince, habillée en tenue de soirée à la mode de 1850. Elle avait les épaules dénudées, portait une robe largement décolletée, qui couvrait à peine sa poitrine opulente, et un bandeau pour attacher ses cheveux. C'est ainsi que lorsqu'apparaît en 1913 le décolleté en V porté le jour comme le soir et que les manches des robes raccourcissent, les évêques de pays catholiques y perçoivent une « porte ouverte aux plaisirs licencieux », une « provocation et un attentat aux bonnes mœurs ».

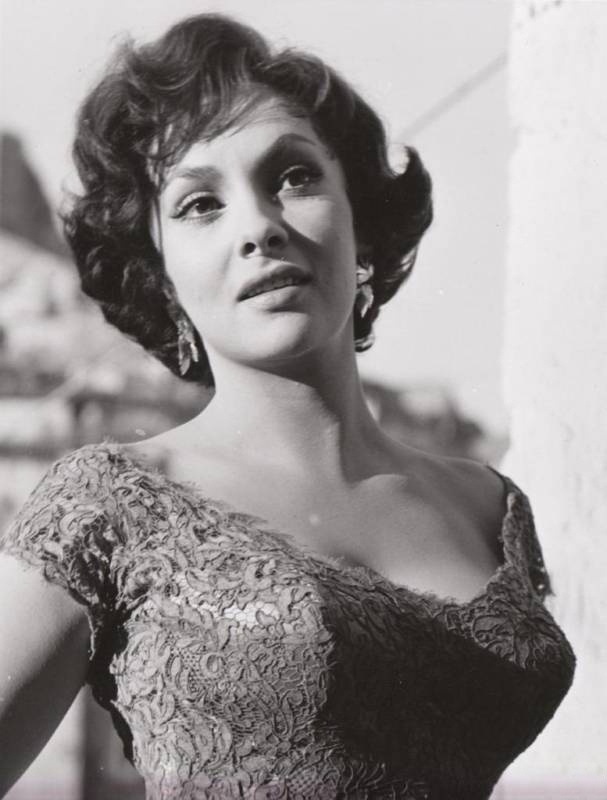
1952 - Gina Lollobrigida

Cinquante ans plus tard, au milieu du XXe siècle, le décolleté est apprécié des jeunes filles tout en n'étant pas toléré par les générations précédentes. Dans le livre une jeune femme en guerre : été 1943-printemps 1944, l'héroïne raconte comment elle décollète en secret une robe de sa mère en vue de séduire son amant. Dans le roman Miss Pretty, qui se déroule en France en 1950, l'héroïne raconte ses mésaventures lorsqu'elle croise un proche en portant un vêtement décolleté.
En 1952, l'actrice de cinéma italienne Gina Lollobrigida marque l'histoire du costume par son décolleté inédit porté dans le film Heureuse époque : sa robe à col s'ouvre brusquement à la hauteur de la taille, comme si la robe avait éclaté, l'ouverture en losange, refermée au niveau du cou, laisse voir son corset blanc, largement décolleté, « par cette ouverture jaillissent deux seins protubérants et agressifs, tels des boulets de canon à peine contenus par le corsage ».
Au XXIe siècle le décolleté est reconnu et apprécié comme un signe de féminité. Lorsqu'en 2008 la chancelière allemande Angela Merkel porte un habit décolleté, alors qu'elle porte d'ordinaire des habits plus conservateurs, les tabloïds saluent ce geste et d'autres journaux y voient une manœuvre tactique, où elle rechercherait à utiliser sa féminité pour atteindre ses buts sur la scène politique. Le porte-parole du gouvernement doit alors répondre à plusieurs reprises que le tapage qu'a provoqué son changement de tenue n'avait pas été prévu.

## Galerie picturale et photographique

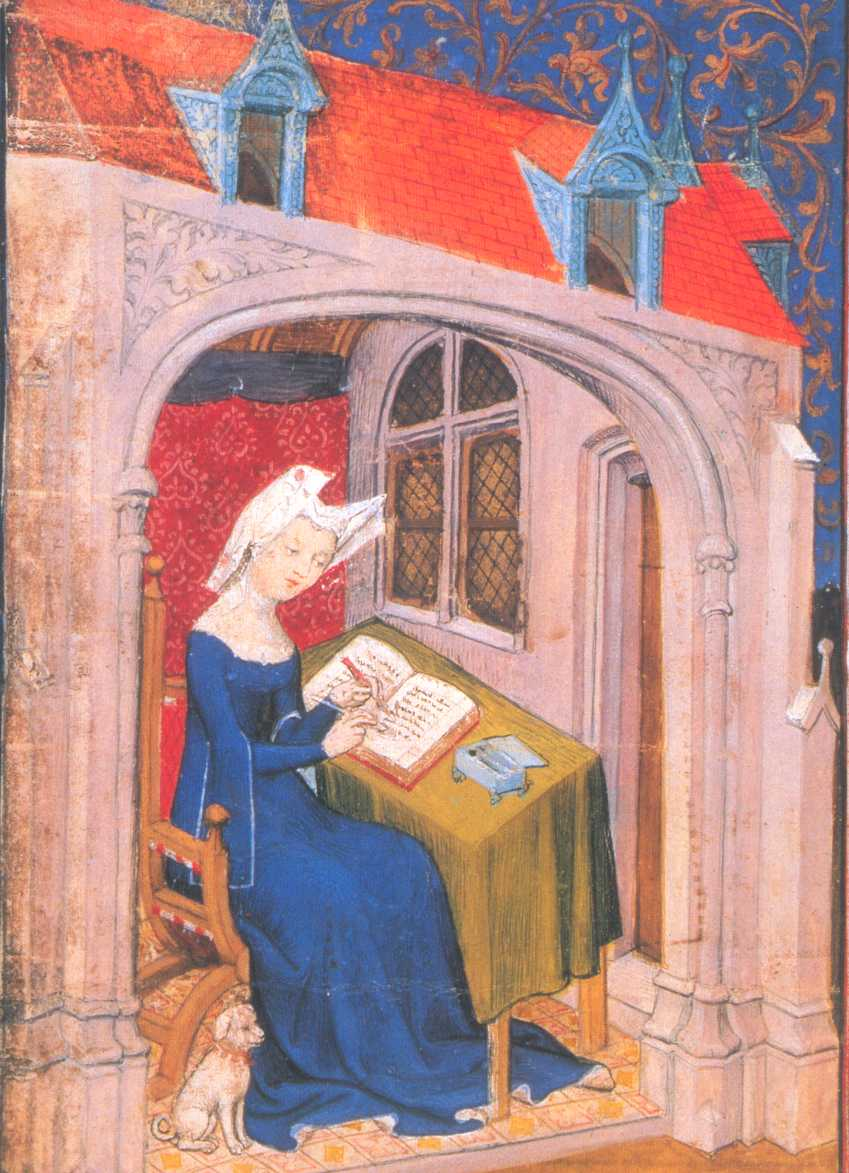
Christine de Pizan en 1407.
La Joconde, 1506.
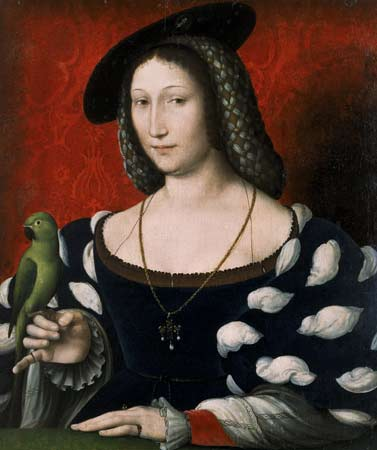
Marguerite d'Angoulême, vers 1530.
Marie-Joséphine de Savoie, vers 1775.
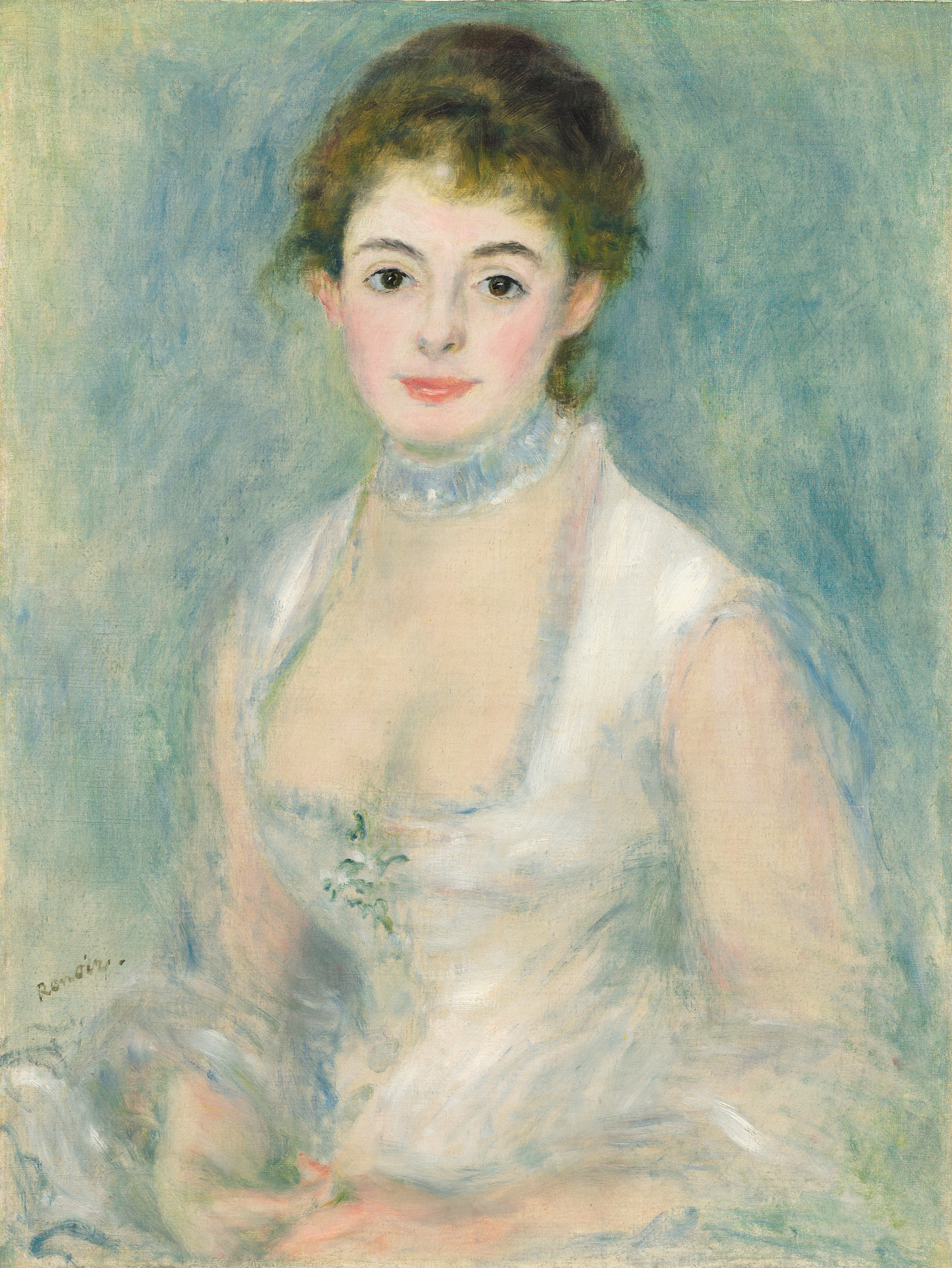
Renoir, Portrait de Madame Henrio, 1876.
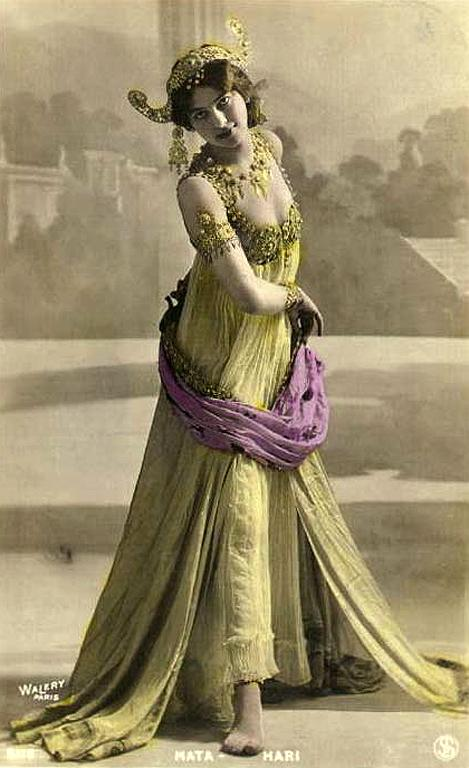
Mata Hari en 1906.
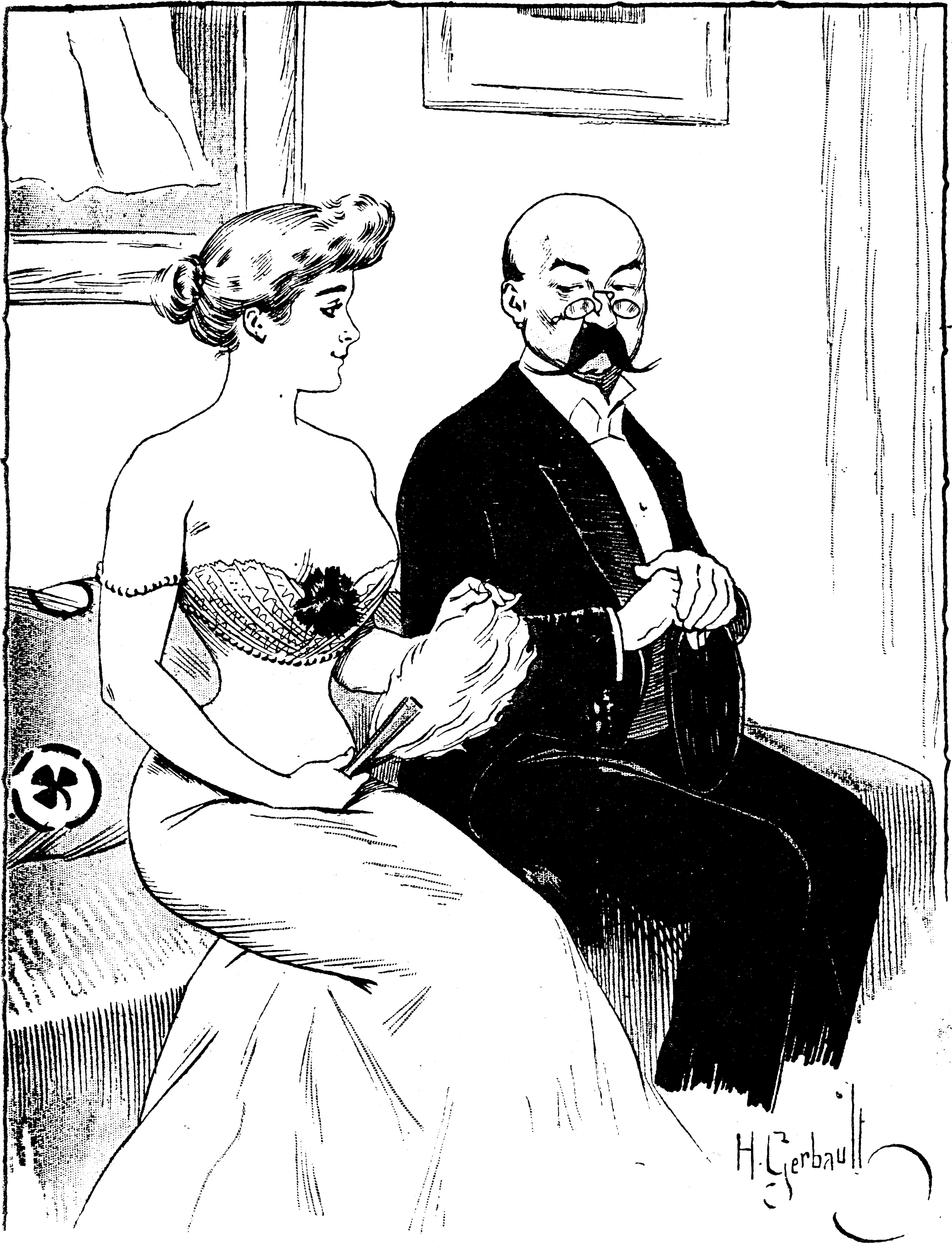
Légende : " - Les robes se portent très décolletées, cette année, n'est-ce pas, chère madame ? - Les crânes aussi, à ce que je vois, cher monsieur.". Dessin d'Henry Gerbault de 1907 paru dans Les Maîtres humoristes.
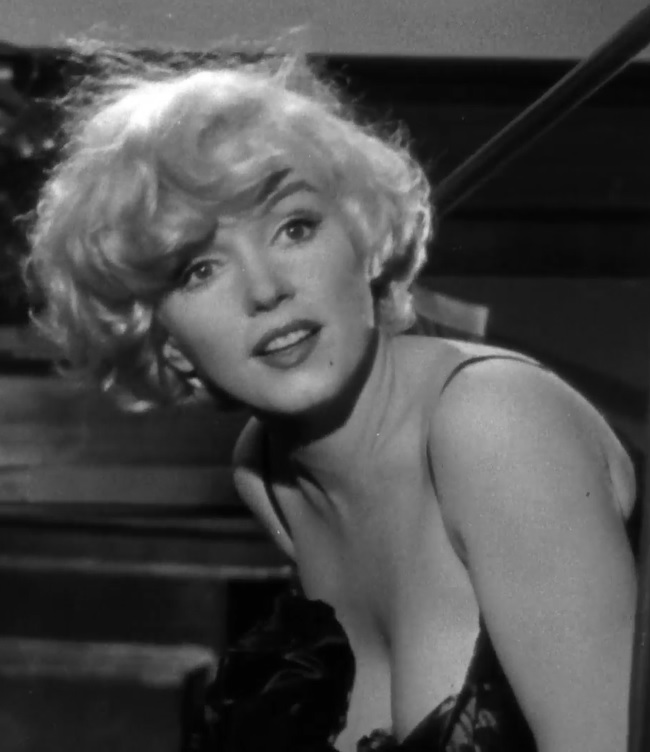
Marilyn Monroe en 1959.
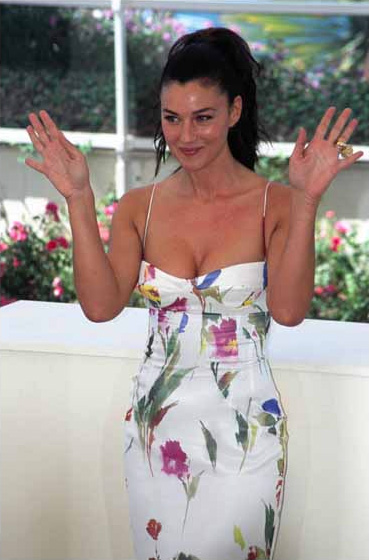
Monica Bellucci en 2002.

## Publications
- Daniel J. Solove, The Future of Reputation, Gossip, Rumour and Privacy on the Internet, Yale University Press, 2007, p. 166.
- Tom Reichert, Jacqueline Lambiase, Sex in Consumer Culture, Routledge, 2006.
- Robert L. Snow, Sex Crimes Investigation: Catching and Prosecuting the Perpetrators, Greenwood Publishing Group, 2006, p. 146.
- Desmond Morris, The Naked Woman. A Study of the Female Body, New York: Thomas Dunne Books, 2004.